# Petit crevé
Petit crevé (französisch crevé ‚kaputt, fertig, erledigt‘) ist eine veraltete Bezeichnung für einen Modenarren. Der Ausdruck kam in den 1850er und 1860er Jahren und beschreibt die Mode des Zweiten Kaiserreichs.
In Theodor Fontanes Roman Vor dem Sturm (1878) wird der einarmige Hütejunge Hanne Bogun, der sich im Schmuck einer neuen Mütze in einem Kampf gegen die napoleonischen Truppen vorgedrängelt und einen Soldaten niedergestochen hat, von seinem sterbenden Opfer als „Petit crevé“ bezeichnet. Der Roman spielt allerdings lange vor der Mitte des 19. Jahrhunderts (im Winter 1812/13). Auch in Frau Jenny Treibel (1892) verwendet Fontane den Ausdruck. Hier wird der petit crevé dem unbefangenen Naturmenschen gegenübergestellt, der mit frischen Sinnen statt „lauter Zappeleien“ den Genüssen des Lebens gegenübertritt.